# Abdulsamed Abdullahi
Abdulsamed Abdullahi (Tilburg, 19 januari 1997) is een Somalisch-Nederlands voetballer die als middenvelder voor het Somalisch voetbalelftal speelt.

## Carrière
Abdulsamed Abdullahi speelde in de jeugd van Overmaas Rotterdam en Spartaan'20. Van 2016 tot 2018 speelde hij voor Kozakken Boys in de Tweede divisie, waarna hij een jaar voor competitiegenoot Jong Sparta Rotterdam speelde. In 2019 vertrok hij transfervrij naar FC Den Bosch, waar hij een contract voor een jaar tekende. Hij debuteerde in de eerste wedstrijd van het seizoen 2019/20, de met 2-2 gelijkgespeelde uitwedstrijd tegen Jong PSV. Abdullahi scoorde in de 8e minuut de 0-1, een doelpunt wat verkozen werd tot mooiste doelpunt van de eerste speelronde van de Eerste divisie. Dit was zijn enige doelpunt voor FC Den Bosch, en in de loop van het seizoen kreeg hij steeds minder speelminuten. Aan het einde van het seizoen werd zijn contract niet verlengd, om elders meer speelminuten te maken. Hij vervolgde zijn loopbaan in Griekenland bij Ergotelis FC, waar hij twee seizoenen op het tweede niveau speelde.
Na een clubloos seizoen vertrok Abdullahi naar Montenegro. Hij speelde in het seizoen 2023/24 bij OFK Mladost Donja Gorica en FK Dečić. Voor het seizoen 2024/25 vertrok hij naar FK Arsenal Tivat.

## Statistieken
| Seizoen                     | Club                  | Competitie     | Competitie | Competitie | Beker | Beker | Totaal | Totaal |
| Seizoen                     | Club                  | Competitie     | Wed.       | Dlp.       | Wed.  | Dlp.  | Wed.   | Dlp.   |
| --------------------------- | --------------------- | -------------- | ---------- | ---------- | ----- | ----- | ------ | ------ |
| 2016/17                     | Kozakken Boys         | Tweede divisie | 17         | 2          | 0     | 0     | 17     | 2      |
| 2017/18                     | Kozakken Boys         | Tweede divisie | 29         | 3          | 1     | 0     | 30     | 3      |
| 2018/19                     | Jong Sparta Rotterdam | Tweede divisie | 19         | 3          | –     | –     | 19     | 3      |
| 2019/20                     | FC Den Bosch          | Eerste divisie | 19         | 1          | 1     | 0     | 20     | 1      |
| 2020/21                     | Ergotelis FC          | Super League 2 | 22         | 0          | 0     | 0     | 22     | 0      |
| 2021/22                     | Ergotelis FC          | Super League 2 | 16         | 1          | 1     | 0     | 17     | 1      |
| 2023/24                     | OFK Mladost           | Prva Liga      | 17         | 3          | 1     | 0     | 18     | 3      |
| 2023/24                     | FK Dečić              | Prva Liga      | 15         | 2          | 1     | 0     | 16     | 2      |
| 2024/25                     | FK Arsenal Tivat      | Prva Liga      | 22         | 8          | 0     | 0     | 22     | 8      |
| Carrièretotaal              | Carrièretotaal        | Carrièretotaal | 176        | 23         | 5     | 0     | 181    | 23     |
| Bijgewerkt op 19 maart 2025 |                       |                |            |            |       |       |        |        |

## Interlandcarrière
In 2019 werd Abdullahi geselecteerd voor het Somalisch voetbalelftal voor de eerste ronde van de kwalificatie voor het WK van 2022, een tweeluik tegen Zimbabwe. Hij debuteerde in de thuiswedstrijd op 5 september 2019, die om veiligheidsredenen in Djibouti werd gespeeld, waarin met 1-0 werd gewonnen. In de return, gespeeld op 10 september, speelde hij weer de hele wedstrijd. Deze wedstrijd werd met 3-1 verloren, waardoor de eindstand 3-2 voor Zimbabwe was en Somalië uitgeschakeld werd.
| Interlands van Abdulsamed Abdullahi voor Somalië | Interlands van Abdulsamed Abdullahi voor Somalië | Interlands van Abdulsamed Abdullahi voor Somalië | Interlands van Abdulsamed Abdullahi voor Somalië | Interlands van Abdulsamed Abdullahi voor Somalië | Interlands van Abdulsamed Abdullahi voor Somalië |
| №                                                | Datum                                            | Wedstrijd                                        | Uitslag                                          | Soort wedstrijd                                  | Doelpunten                                       |
| ------------------------------------------------ | ------------------------------------------------ | ------------------------------------------------ | ------------------------------------------------ | ------------------------------------------------ | ------------------------------------------------ |
| 1.                                               | 5 september 2019                                 | Somalië – Zimbabwe                               | 1 – 0                                            | WK 2022 Kwalificatie                             | 0                                                |
| 2.                                               | 10 september 2019                                | Zimbabwe – Somalië                               | 3 − 1                                            | WK 2022 Kwalificatie                             | 0                                                |
| 3.                                               | 15 juni 2021                                     | Djibouti – Somalië                               | 1 – 0                                            | Vriendschappelijk                                | 0                                                |
| 4.                                               | 20 juni 2021                                     | Oman – Somalië                                   | 2 − 1                                            | FIFA Arab Cup 2021                               | 0                                                |
| 5.                                               | 20 maart 2024                                    | Swaziland – Somalië                              | 0 – 3                                            | Africa Cup 2025 (kwalificatie)                   | 0                                                |
| 6.                                               | 26 maart 2024                                    | Swaziland – Somalië                              | 2 – 2                                            | Africa Cup 2025 (kwalificatie)                   | 0                                                |
| 7.                                               | 7 juni 2024                                      | Mozambique – Somalië                             | 2 – 1                                            | WK 2026 (kwalificatie)                           | 0                                                |
| 8.                                               | 10 juni 2024                                     | Botswana – Somalië                               | 1 – 3                                            | WK 2026 (kwalificatie)                           | 0                                                |